# Peck's Bad Girl (film)
Peck's Bad Girl is een Amerikaanse komische stomme film uit 1918 onder regie van Charles Giblyn met in de hoofdrollen Mabel Normand en Earle Foxe. De film is wellicht zoekgeraakt.

## Verhaal
Minnie Penelope Peck, de wildebras van Yaptank, vergezelt haar vader naar de bank om de negen dollar op te eisen die hij nog moet krijgen voor zijn werk als nachtwaker. Wanneer de bankdirecteur weigert Peck te betalen, plaatst Minnie een bord met de mededeling dat de bank failliet is, waarop alle spaarders onmiddellijk hun geld opeisen. De brandweer wordt ingeschakeld om de menigte uit elkaar te drijven, maar de situatie verergert nog wanneer Minnie per ongeluk de brandslang aanzet.
Minnie wordt van de tuchtschool gered door een nieuwe vrouw in de stad, Hortense Martinot, die Minnie inhuurt om kleding te showen in haar winkel. Nadat ze verliefd is geworden op Dick, de eigenaar van een juwelierszaak, ontdekt Minnie dat Hortense samen met twee handlangers van plan is de bank te beroven. Met de hulp van Dick, die eigenlijk een rechercheur is, vangt Minnie de boeven en accepteert vervolgens een trouwring van haar juwelenverkoper.

## Rolverdeling
| Acteur            | Personage            |
| ----------------- | -------------------- |
| Mabel Normand     | Minnie Penelope Peck |
| Earle Foxe        | Dick                 |
| Corinne Barker    | Hortense Martinot    |
| Blanche Davenport | Miss Olivia          |
| Riley Hatch       | Adam Raskell         |
| Leslie Hunt       | Willie Raskell       |
| Eddie Sturgis     | Pearson              |
| Joseph Granby     | Walker               |
| Edward M. Favor   | Peck                 |
| F.G. Patton       | Sheriff              |
| Auge Becker       | Constable            |